# 林奇迪
林奇迪（1528年—？），字敏教，號雨山，福建興化府莆田縣人，民籍，明朝政治人物。

## 生平
福建鄉試第八名舉人。嘉靖三十八年（1559年）中式己未科會試第五十一名，二甲第三十五名進士。历任户部贵州司署郎中事主事，四十四年任会试同考官，掌書四房。

## 家族
曾祖林椲，府通判；祖父林燠；父林紹休。前母鄭氏；前母朱氏；母郭氏。慈侍下。兄林化。